# Квадратная академическая шапочка

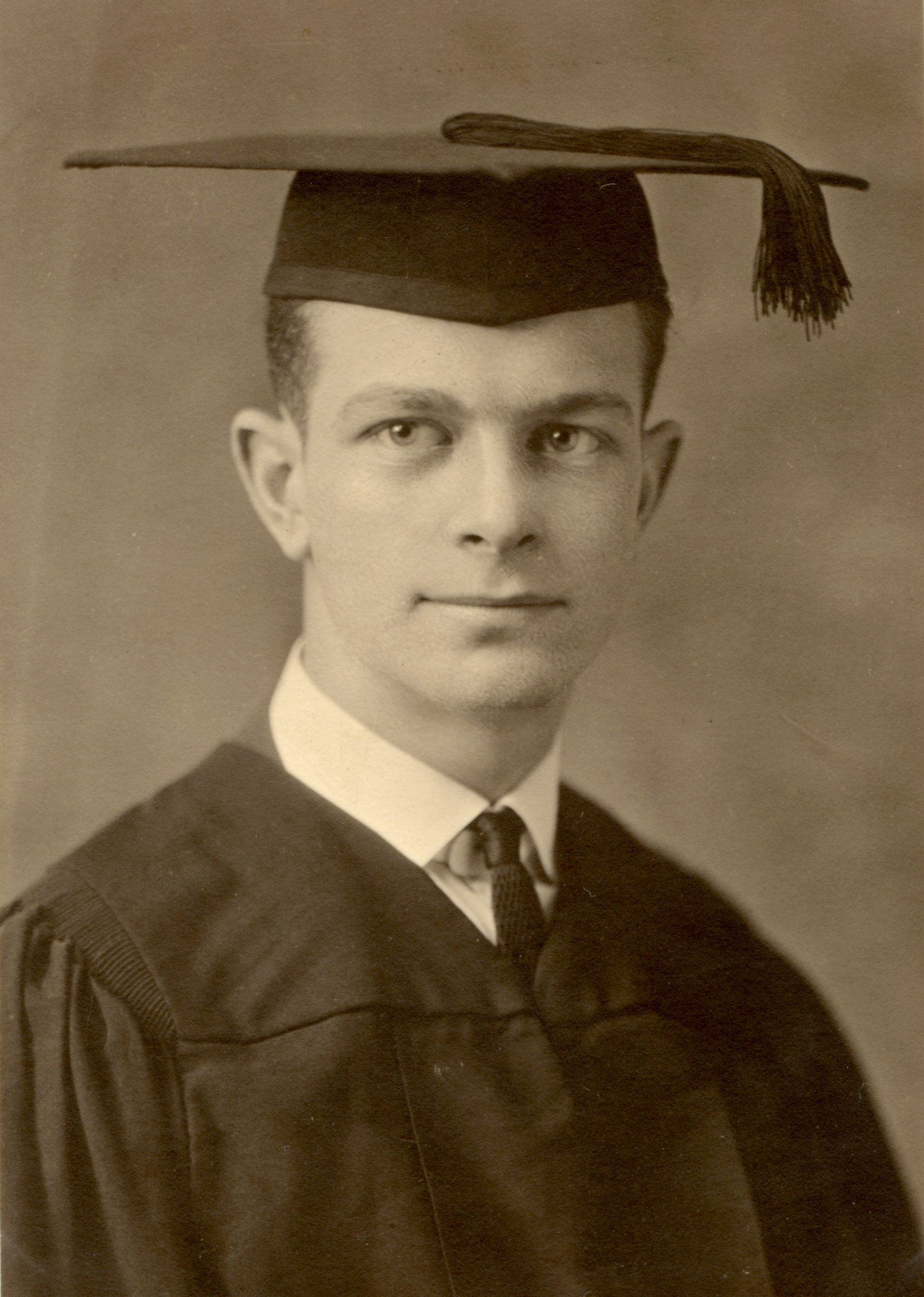
Выпускной портрет Лайнуса Полинга в квадратной академической шапочке, 1922

Квадратная академическая шапочка (англ. square academic cap) — головной убор, состоящий из квадратной горизонтальной доски, закреплённой на ермолке, и прикреплённой к её центру кисточки.
Этот головной убор вместе с мантией и иногда капюшоном составляет торжественное одеяние преподавателей и выпускников (студентов) высших учебных заведений во многих государствах и странах, следующих британской модели образования.

## Название
В английском языке за этим головным убором закрепились названия square academic cap, oxford cap («оксфордская», по названию университета), mortarboard (из-за схожести с доской — англ. board — используемой каменщиками для держания извести — mortar). В Великобритании и США в сочетании с мантией называется cap and gown. В Австралии этот головной убор называют квадратной (square), «траншейной» (trencher) или угловатой (corner) шапочкой. Прилагательное «академическая» тоже используется.
В XVI—XVII веках её называли corner-cap, «угловатой шапочкой» (catercap в Марпрелейтских трактатах).
В русском языке используется название «Академка», «квадратная академическая шапочка», магистерская шапочка, иногда бонет (фр. bonnet «шапка, шапочка»). Также часто ошибочно используют название совершенно другого головного убора похожей формы — конфедератки.

## Происхождение
Полагают, что академическая шапочка произошла от биретты, шляпы похожей формы, которую носило католическое духовенство. В свою очередь, биретту возводят к древнеримской pileus quadratus, напоминавшей ермолку с квадратом. Она вернулась в виде шапочки епископа Ланселота Эндрюса (англ. Bishop Andrewes cap) и связывается теперь также с его именем.

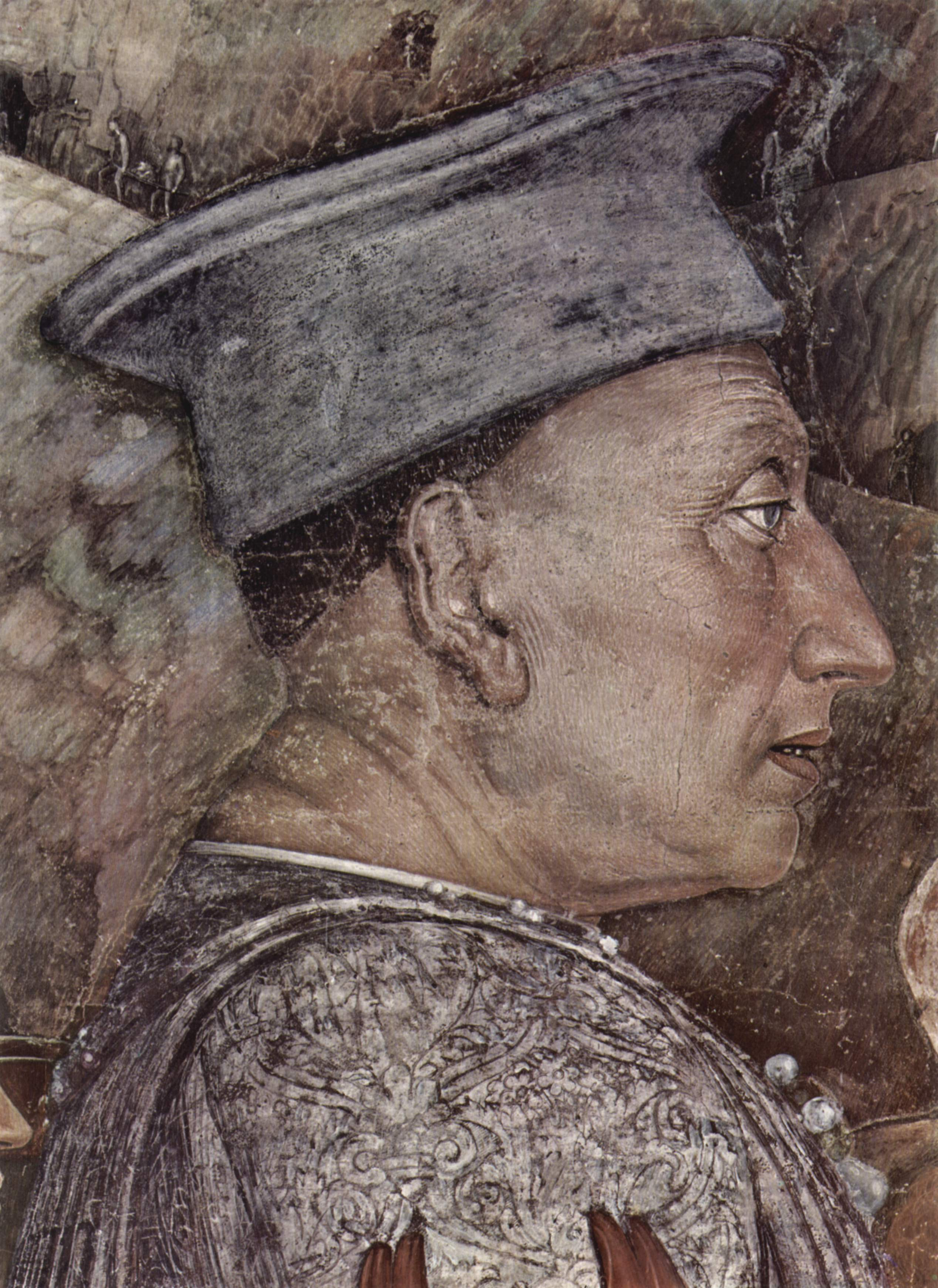
Андреа Мантенья: Людовико Гонзага, 1474.

Итальянское слово biretta происходит от beretto, возводимого к словам лат. birrus и греч. pyrros, обозначавшим красный цвет. Красные (реже чёрные) конические беретты, родственные древним тутулусам этрусков и пилеусам римлян, использовались в XIV и XV столетиях как знак учёных, студентов, людей искусства, а также обучающейся и цветущей юности. Форма и цвет обладали значением: красный долго считался символом королевского могущества, вероятно, из-за сложности добычи красителя или цвета крови, обладавшего большим символическим значением жизни и смерти — и означавшего власть над жизнью и смертью.
Не случайно капо (капитаны наёмников Ренессанса) часто изображаются в красной шапочке. К концу XV столетия её носил и цвет итальянской знати — как символ их военного и гражданского могущества над городами. В это время Европа менялась под итальянским влиянием.
Возможно, на академическую шапочку оказали влияние и традиции мусульманских медресе. По слухам, выпускники носили ермолку с закреплённым на ней Кораном.
Первоначально академическая шапочка предназначалась для обладателей магистерской степени (высшей в средневековых академиях), но позже была приспособлена и для бакалавров, и для студентов.

## Варианты

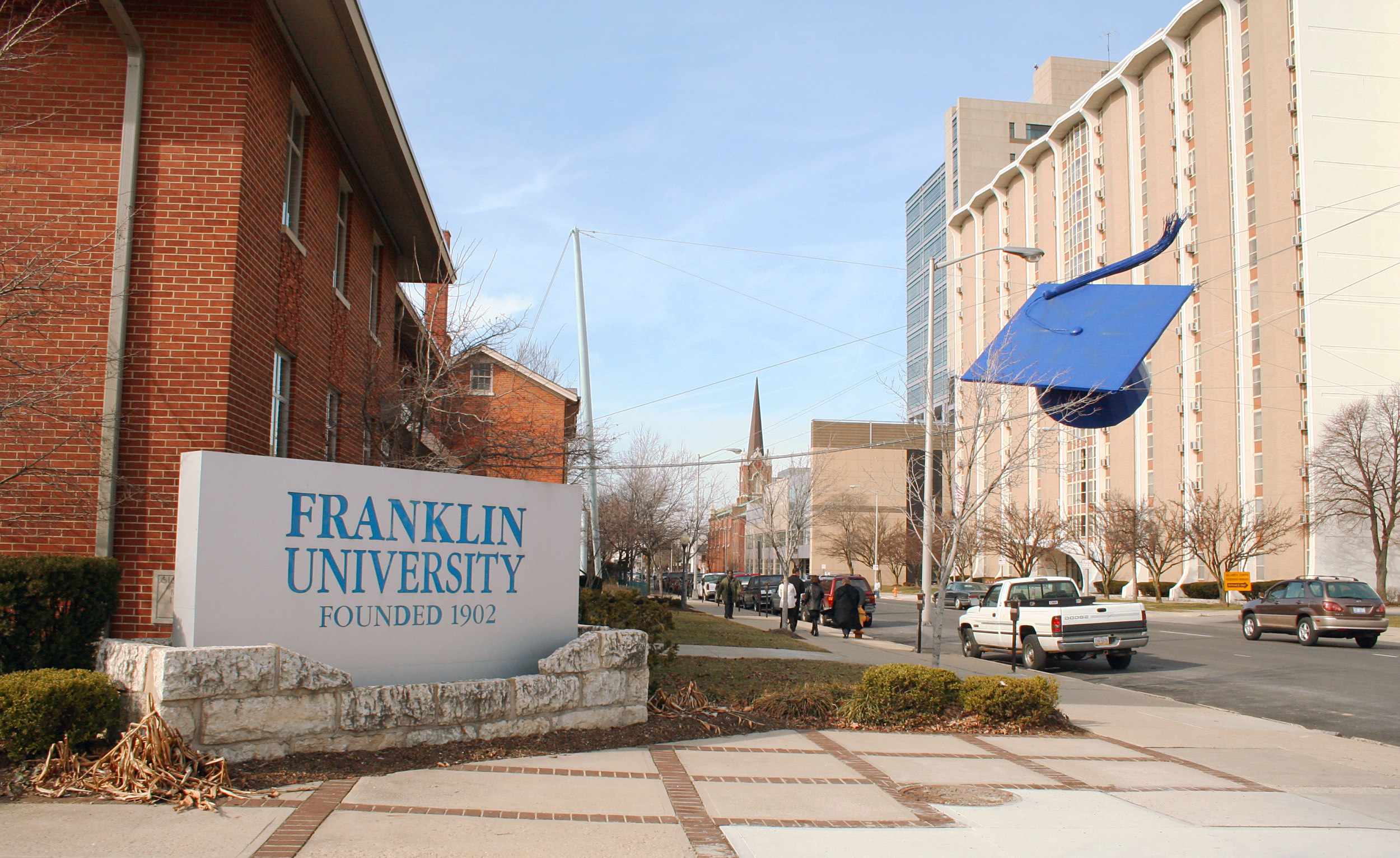
Университет Франклина в Колумбусе, Огайо украшен огромной стальной академической шапочкой, закреплённой над улицей как ориентир.

Доктора в некоторых университетах носят академические шапочки, хотя в Великобритании больше распространены тюдоровские боннеты. 4-, 6- или 8-клинный тэм пользуется популярностью в США, и мягкий квадрат тэма — преимущественно как женская замена жёсткого квадрата традиционного головного убора.
В США академическая шапочка носится также учащимися средней школы во время получения дипломов.
В Финляндии и Швеции аналогом квадратной шапочки является докторская шляпа-цилиндр.

## Кисточка—лирипип

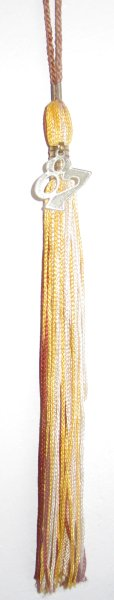
Выпускная кисточка трёх цветов: бургундского (#92032e), золотого и белого. Брелок обозначает 1987 год. :en:Piner High School в Санта-Роза (Калифорния).

В выпускной церемонии США может иметь важное значение сторона, на которую свешивается кисточка: иногда после получения диплома она перебрасывается с правой стороны на левую.
В средней школе кисточка обычно имеет или основной цвет школы, или сочетает этот цвет с тремя. Иногда в знак отличия кисточка имеет особый цвет (например, золотой) и носится с почётной надписью на латыни (например, cum laude).
Университеты США могут использовать кисточки чёрного цвета или цвета школы, обычно для высоких степеней.
Для степени бакалавра кисточка может быть окрашена отлично от традиционного черного или школьного цвета для представления области, в которой носитель получил образование. В 1896 году большинство колледжей и университетов в США приняли единый кодекс академической одежды. Кисточка может быть украшена брелком в форме цифр года выпуска.
Строго говоря, ACE постановил, что «кисточка должна быть чёрной или по цвету дисциплины», за исключением лишь золотой кисточки — зарезервированной для носителей докторской мантии в вельветовом головном уборе. Только одна кисточка надевается за один раз.
| Область                                          | Цвет                          | Образец |
| ------------------------------------------------ | ----------------------------- | ------- |
| Сельское хозяйство                               | старого льна                  |         |
| Искусство, литература, гуманитарные науки        | белый                         |         |
| Коммерция, бухгалтерия, бизнес                   | экрю                          |         |
| Стоматология                                     | сиреневый                     |         |
| Экономика                                        | тёмно-лососевый (медный)      |         |
| Образование                                      | васильковый (небесно-голубой) |         |
| Технические науки                                | мандариновый (оранжевый)      |         |
| Изящные искусства, архитектура                   | коричневый                    |         |
| Лесоводство, экология, устойчивое развитие       | умбра                         |         |
| Журналистика                                     | малиновый (багряный)          |         |
| Юриспруденция                                    | тёмно-пурпурный (фиолетовый)  |         |
| Библиотековедение                                | жёлтый (лимонный)             |         |
| Медицина                                         | зелёный                       |         |
| Музыковедение                                    | розовый                       |         |
| Сестринское дело                                 | золотой                       |         |
| Оптометрия                                       | цвет морской пены             |         |
| Риторика                                         | серебряный                    |         |
| Фармакология                                     | тёмно-зелёный                 |         |
| Философия                                        | тёмно-синий                   |         |
| Физкультура, мануальная терапия                  | нежно-оливковый               |         |
| Государственное управление, политика, дипломатия | сине-зелёный                  |         |
| Здравоохранение                                  | лиловый                       |         |
| Общественные и естественные науки                | золотой                       |         |
| Социальная работа                                | оранжево-розовый (цитронный)  |         |
| Теология, богословие                             | алый                          |         |
| Ветеринария                                      | серый                         |         |

В школах, где выпускные регалии берутся студентами в аренду или заимствуются, кисточка может быть частью аренды или предоставляться отдельно. Некоторые школы, не предоставляющие кисточек выпускникам, могут предложить их как сувенир отдельно от регалий.
В Великобритании кисточка имеет меньшую длину и крепится к доске кнопкой. В США она длиннее, крепится к кнопке шнуром.
В Кембридже по старой традиции выпускники обрезают свои кисточки очень коротко, так, чтобы они не выходили за край доски. После церемонии они носят академическую шапочку с кисточкой нормальной длины. Однако эта традиция очень редко соблюдается из-за ослабления требования носить шапочку и мантию.

## Традиции ношения

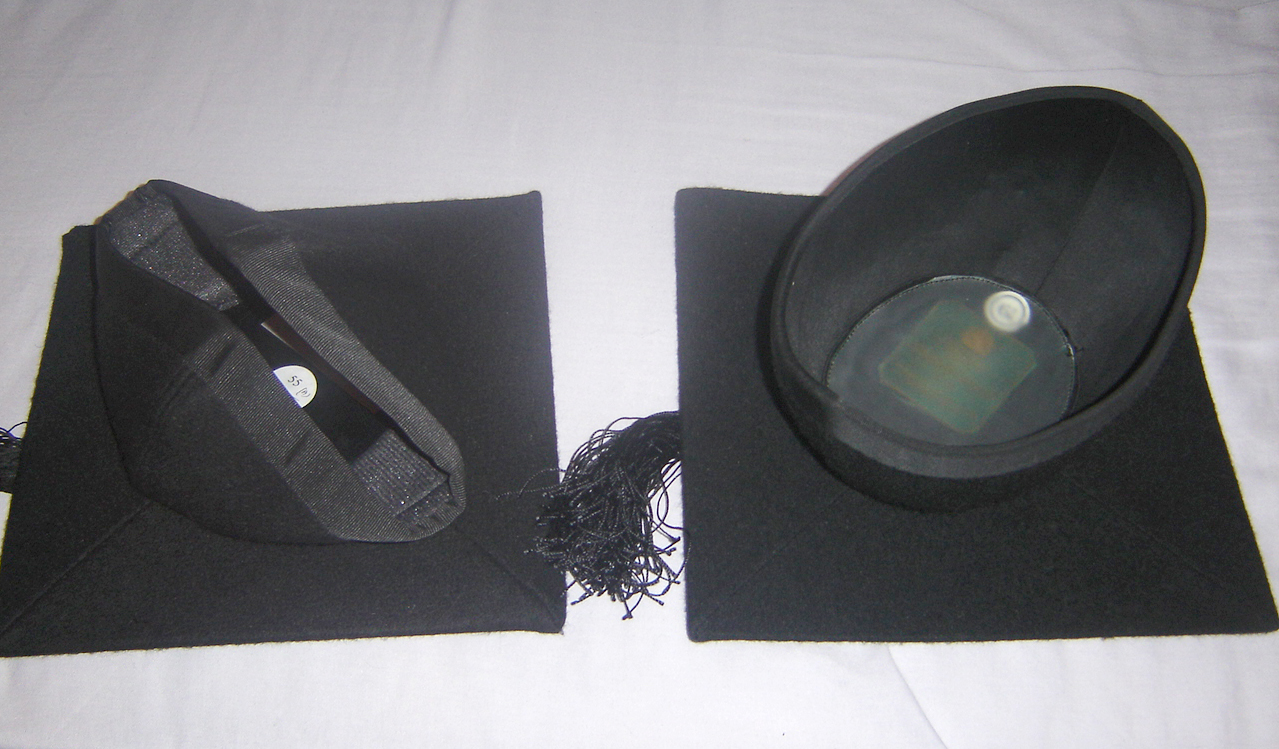
Две британские академические шапочки; слева мягкая, справа жёсткая.

Как обычно с головными уборами, мужчины не носят академические шапочки в помещении (не считая канцлера и других высокопоставленных чиновников), но обычно всё же надевают их. На некоторых выпускных церемониях шапочки надевают только женщины, либо от этого и вовсе отказываются. Это породило городские легенды в ряде университетов Великобритании и Ирландии, что ношение шапочек было прекращено как протест против принятия женщин в университеты. Эту байку рассказывают в Кембриджском, Даремском, Бристольском и многих других университетах. В ирландских университетах — в частности, в Лимерике, — ходят слухи, что шапочка обозначает присвоение степени для выпускниц.
Производится несколько типов шапочек. Наиболее распространена в Великобритании мягкая шапочка, в которой головную часть можно сложить для более удобных переноски и хранения. Но традиционно шапочка жёсткая, что считается эстетичнее и предпочтительнее, чем мягкая. Жёсткую шапочку проще  надевать. Оба типа должны подходить носителю по размеру. В США шапочки часто делаются эластичными в «черепной» части, чтобы не затрудняться с поиском подходящего размера. Некоторые шапочки — особенно в Восточной Азии — шнуруются сзади.
Академическую шапочку полагается носить обращённой большей частью назад; доска должна быть параллельна земле. Правильно надетая шапочка не должна легко сваливаться.
До второй половины XX в. эту шапочку часто носили школьные учителя, и она стала символом профессии учителя.
Шапочки часто можно увидеть в США в мае и июне в магазинах для вечеринок, когда они появляются в качестве украшений памятных подарков вроде плюшевых медвежат, и на поздравительных открытках.

### Траурная шапочка

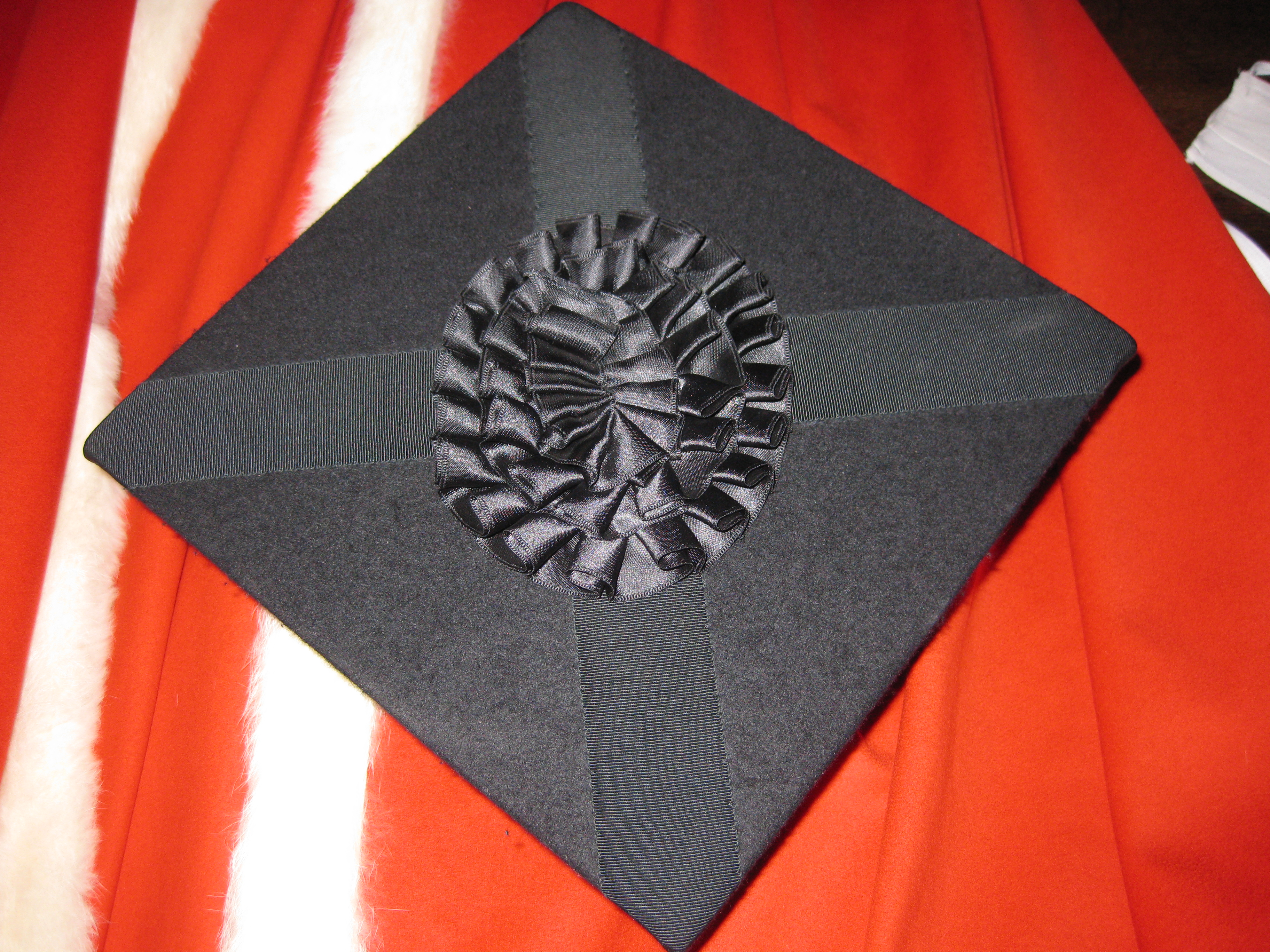
Академическая траурная шапочка из Кембриджа. Вид сверху.

Есть версия шапочки, которую носят во время траура. Вместо кисточки и кнопки доску крест-накрест пересекают две широкие чёрные шёлковые ленты. В центре прикрепляется чёрная ленточная розетка, шёлковая или атласная. Эту шапочку можно носить в знак траура по другу или члену семьи.
Другая версия из девяти лент, называемых «бабочками», прикрепляется дополнительно сзади ермолки. Её носят во время траура по монарху, члену королевской семьи или канцлеру университета.
Траурная шапочка носится с траурными лентами и траурной мантией. Капюшон не надевается, так как считается частью праздничной одежды.